# 성지훈
성지훈(成知勳, 1962년 10월 26일~)은 대한민국의 레코딩 & 믹싱 엔지니어이자, 마스터링 및 라이브엔지니어 겸 작곡가, 작사가이다.

## 생애
1980년에 작곡가로 데뷔했으며 이후 미국으로 이민을 떠나서 미국 뉴저지에서 생활하며 한국을 오가며 활동하다가 2009년 한국으로 역귀화하였다.

## 경력
1980년대 초부터 작사가, 작곡가, 프로듀서로 활약한 것을 바탕으로 레코딩, 믹싱 엔지니어를 겸하게 되며 PA 엔지니어로도 활동하게 된다.
현재는 JFS Mastering의 Chief Engineer이다.
1990년 신해철 솔로데뷔앨범, 015B 데뷔앨범, 1992년 윤종신 데뷔앨범, 1993년 엄정화 데뷔앨범 등 많은 인기를 얻은 가수들의 데뷔앨범의 프로듀서로 참가했다.
1994년 그룹 솔리드를 만나면서 전업 엔지니어로 출발하게 된다.
1992년에는 자신의 솔로앨범 《늦은 오후에 떠나는 여행》을 발표 하기도 하였다.
2009년 8월 JFS Mastering을 오픈하고 싸이, 비, 레드벨벳, 걸스데이, 박효신 등 수많은 앨범의 마스터링을 하였으며
고인이 된 신해철의 유작곡들을 마무리 하는 프로듀싱 겸 편곡, 믹싱, 마스터링도 하였다.

2020년 클래스101에서 믹싱 마스터링 강의를 맡고 있고 YouTube 에서도 강의를 하고 있다

## 소속
현 JFS Mastering의 대표 이사이다.
JFS Mastering Studio는 서울 강남구 논현동 본인 소유의 건물에 위치 하고 있으며 2009년 8월 29일에 오픈 하였다.

## 대표 이력

### Recording & Mixing

#### 1990년대
- 1991년 김현식 6집 《6집》-〈내 사랑 내 곁에〉
- 1991년 신승훈 1집 《미소 속에 비친 그대》
- 1995년 솔리드 2집 《The Magic of 8 Ball》
- 1995년 박진영 2집 《딴따라》
- 1996년 박진영 3집 《썸머 징글벨》

- 1996년 솔리드 3집 《Light, Camera. Action!》
- 1997년 김건모 5집 《Myself》
- 1997년 임창정 3집 《Again》
- 1998년 박진영 4집 《십년이 지나도》, 5집 《왜》
- 1998년 임창정 4집 《4th.album》
- 1999년 god 2집 《Chapter Two: Exit, 20TH Century - Enter the 21ST》
- 1999년 이적 1집 《Dead End》

#### 2000년대
- 2000년 god 3집 《Chapter 3》
- 2000년 박지윤 4집 《성인식》
- 2001년 god 4집 《Chapter 4》
- 2001년 박효신 2집 《Second Story》
- 2002년 노을 1집 《노을》
- 2002년 박지윤 5집 《Man》
- 2002년 박효신 3집 《Time Honored Voice》
- 2003년 박지윤 6집 《Woo~ Twenty One》
- 2003년 비 2집  《RAIN2;》-〈태양을 피하는 방법〉
- 2004년 노을 2집 《New Beginning》
- 2006년 싸이 4집 《싸집》

#### 2010년대
- 2010년 싸이 5집 《PSYFIVE》

### Mastering

#### 2014
- 레드벨벳 -《Happiness》

#### 2016년
- Ding Dang (Della) - 〈Love Myself More〉

#### 2017년
- TFBOYS -《Our Time》
- 레드벨벳 - 《환생 (Rebirth)》
- 걸스데이 《Girl's Day Everyday #5》

#### 2018년
- 솔리드 -《Into the Light》
- Jeffrey Tung 董又霖 - 《9 To 5》
- Drug Restaurant - 《Her》
- 015B, 카더가든 - 〈그녀의 딸은 세살이에요〉
- SM TOWN - 〈Dear My Family〉
- All Against - 〈Hell Sweet Hell〉
- NCT U - 〈텐데...(Timeless)〉
- 비지 (Bizzy) - 〈우아 Ooh Ah (Feat. BIBI)〉
- DJ DOC - 《편의점》
- 윤미래 - 〈No Gravity〉
- SM Station (루나 X 혜다) - 〈Free Somebody(with everysing)〉
- 주노플로 (Junoflo) - 〈Grapevine (Feat. Jay Park)〉
- 드렁큰타이거 (Drunken Tiger) - 〈YET〉
- H a lot (에이치얼랏) - 〈If You Ask Me〉

#### 2019년
- Team X (팀 엑스) - 〈Modern (Feat. Fvrt)〉
- 잠비나이 - 〈Square Wave〉

## 이외 이력
- 2011년 애플사로부터 MFiT(Mastered for iTunes) 인증을 받았다.

- 2016년 아시아에서 활동하는 아시안인으로써는 처음으로, 세계적인 플러그인 회사인 이스라엘의 WAVES Audio의  World Endorser가 되었다.
- 2018년 WAVES의 플러그인 Abbey Road Chamber의 개발에 참여했다.
- 2020년 클래스101이라는 온라인 강의 플랫폼에서 믹싱 & 마스터링 클래스를 오픈했다.

## 참고
- “[STUDIO INTERVIEW] JFS Mastering 성지훈 대표이사”. 월간PA 2018년 9월호. 2018년 9월 13일.
- 성지훈 감독님과 첫번째 이야기_ 1. 성지훈감독님과 함께 하는 Plugin 이야기. Soundus. 2018년 1월 9일 - 유튜브
- 성지훈 감독님과 두번째 이야기_ 2. 성지훈감독님의 engineer story. Soundus. 2018년 1월 9일 - 유튜브
- 성지훈 감독님과 마지막 이야기. Soundus. 2018년 1월 18일 - 유튜브